# کریس جانسون (ورزشکار)
کریس جانسون (انگلیسی: Chris Johnson؛ زادهٔ august ۸, ۱۹۷۱ (۵۳ سال)) ورزشکار بوکس اهل کانادا است.
وی در مسابقات کشوری و بین‌المللی در مجموع برندهٔ ۱ مدال طلا، ۱ مدال نقره، ۲ مدال برنز شده‌است.